# День Великої Жовтневої соціалістичної революції
День Великої Жовтневої соціалістичної революції — річниця Жовтневої революції, припадає на 25 жовтня (7 листопада). Державне свято Радянської Росії та колишнього СРСР, від 1927 року його відзначали два дні.
Після розпаду СРСР більшість його колишніх республік, які стали незалежними державами, відмовилися від святкування річниці Жовтневої революції.
День Жовтневої революції 1917 є пам'ятним днем Росії.
День 7 листопада є вихідним днем лише в Білорусії та Придністров'ї.
У Киргизії 7 і 8 листопада — вихідні дні, але значення свята, що відзначається, змінено.

## Історія
Святкувався з 1918 року. Цього дня на Червоній площі в Москві, а також в обласних та крайових центрах СРСР проходили демонстрації трудящих та військові паради.
26 жовтня 1927 року Президія ЦВК СРСР ухвалила, що «Річниця жовтневої революції щорічно, починаючи з 1927 року, святкується протягом двох днів — 7 та 8 листопада. Виробництво робіт у ці святкові дні забороняється по всій території Союзу РСР».
Річницям Жовтневої революції в СРСР присвячувалися різні великі досягнення, наприклад, похід криголаму «Арктика» на Північний полюс 1977 (до 60-річчя Жовтня).
Останній військовий парад на Червоній площі Москви на відзначення річниці Жовтневої революції пройшов у 1990 році.

### Святкування на пострадянському просторі

#### Білорусь
День Жовтневої революції святкується у Білорусії, де це свято активно просувається державними ЗМІ. Свято офіційно було відновлено в 1995.

#### Придністровська Молдавська Республіка
Свято Дня Жовтневої революції на державному рівні встановлено у невизнаному Придністров'ї.

#### Киргизія
До 2017 року День Жовтневої революції був офіційним святом у Киргизії. 26 жовтня 2017 року президент Киргизії Алмазбек Атамбаєв підписав Указ, яким оголосив 7 та 8 листопада як День історії та пам'яті предків на згадку про Туркестанське повстання 1916 року.

#### Росія
Внаслідок подій серпня 1991 року КПРС було розпущено, тому 7 листопада 1991 року офіційних заходів з нагоди річниці Жовтня вже не проводилося. Проте цього дня на Червоній площі в Москві та в багатьох інших містах, формально ще єдиної країни, відбулися неофіційні багатотисячні мітинги прихильників соціалізму, Радянської влади та противників розвалу СРСР. У них брали участь люди, яким було близьке це свято.

#### Україна
В Україні 7 та 8 листопада (два дні поспіль) святкувалися як державне свято «Річниця Великої Жовтневої соціалістичної революції» і були вихідними днями з моменту проголошення країною незалежності у 1991 році до 2000 року. 1 лютого 2000 Л. Д. Кучма підписав закон про внесення змін до КЗпП, відповідно до якого зазначені дати були виключені з переліку державних свят.